# Stefan P. Munsing
Stefan P. Munsing (* 15. Februar 1915 in Desloge, St. Francois County, Missouri; † 3. Dezember 1994 in Washington, D.C.) war ein US-amerikanischer Diplomat und Kunstförderer.

## Leben
Seine Eltern wanderten aus Russland in die Vereinigten Staaten ein. Er wuchs in Detroit auf. Munsing arbeitete als Innenarchitekt in New York, entwickelte Entwürfe für das Plattenlabel RCA Records, für den weltweit anerkannten Designer Hans Knoll und Norman Bel Geddes, dessen Aufgaben vom Bühnenbild bis zur Aerodynamik bei Flugzeugen reichten.
Während des Zweiten Weltkriegs diente Munsing bei der 42. Infanterie-Division, der „Rainbow Division“ der US Army in Europa. Für seine Verdienste bei den Kämpfen in den Ardennen und bei der Befreiung des Konzentrationslagers Dachau wurde er mit zwei Bronze Stars und zwei Purple Hearts ausgezeichnet.
Munsing trat in die Abteilung für Denkmalschutz (Monuments, Fine Arts, and Archives Section) ein, eine Armee-Einheit zur Ortung gestohlener Kunstwerke. 1947 wurde er zum Nachfolger von Herbert Stewart Leonard als Direktor der Münchner Sammelstelle für Raubkunst (Central Collecting Point) ernannt. Später im selben Jahr übernahm er die Leitung des neu gegründeten „Amerikahauses“ am Königsplatz und führte viele erfolgreiche Ausstellungen sowie kulturelle Veranstaltungen in München und Berlin durch.
1955 wurde Munsing Kulturbeauftragter im Dienst des US-Außenministeriums in London und zeigte Ausstellungen zeitgenössischer amerikanischer Künstler wie Philip Pavia, Paul Jenkins und Ben Shahn. Munsing leitete ein Programm der Kunstförderung in amerikanischen Botschaften, das bis heute andauert. In den 1960er und 1970er Jahren unterstützte er das National Museum of Fine Arts in Washington beim Ausbau seiner Sammlung zeitgenössischer Werke. Munsing fungierte als Attaché für kulturelle Angelegenheiten in Dänemark. Nach seinem Ausscheiden aus den Diensten des Außenministeriums im Jahr 1976 arbeitete er als Berater für den amerikanischen Museumsverband (American Association of Museums).

## Werke
- Der blaue Reiter, Katalog-Entwurf, 1949
- Die Maler am Bauhaus. Ausstellung Haus der Kunst München, Mai bis Juni 1950, Plakat, Linoleum-Druck, 80 × 69 cm